# Jenny Shipley

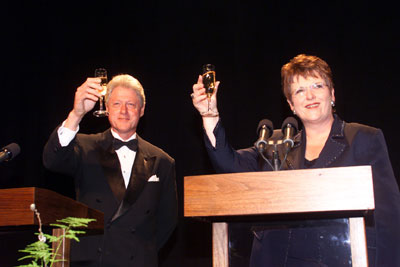
Shipley (po prawej) w towarzystwie ówczesnego prezydenta USA Billa Clintona w czasie swojej wizyty w USA we wrześniu 1999

Jenny Shipley (właśc. Jennifer Mary Shipley; ur. 4 lutego 1952 w Gore) – nowozelandzka polityk, pierwsza w historii kobieta sprawująca urząd premiera Nowej Zelandii (1997–1999).
Pochodzi z miasteczka Gore położonego na południu Wyspy Południowej. W 1971 uzyskała prawo wykonywania zawodu nauczyciela i przez następne 5 lat pracowała w szkołach podstawowych. Następnie zaangażowała się w działalność licznych organizacji pozarządowych, związanych ze szkolnictwem i opieką nad dziećmi.
W 1975 została członkinią Nowozelandzkiej Partii Narodowej, a w 1987 została wybrana z ramienia tego ugrupowania do Izby Reprezentantów. W 1990 - po utworzeniu rządu przez Jima Bolgera została ministrem odpowiedzialnym za sprawy zabezpieczenia społecznego i kobiet. W 1993 została ministrem zdrowia, a po wyborach z 1996 objęła kilka działów administracji związanych z gospodarką, m.in. transport i przedsiębiorstwa państwowe.
W 1997 stanęła na czele wewnątrzpartyjnego przewrotu wymierzonego w premiera, którego uważała za polityka zbyt ostrożnego i powolnego w swych działaniach. Korzystając z nieobecności Bolgera w kraju (był wówczas na szczycie Wspólnoty Narodów w Edynburgu zdołała przekonać do siebie większość działaczy Partii Narodowej. Widząc swoją słabość, Bolger po powrocie sam podał się do dymisji, a 8 grudnia 1997 Shipley oficjalnie została pierwszą w dziejach nowozelandzką panią premier. Rozpoczęła tym samym trwający aż do listopada 2008, blisko jedenastoletni okres nieprzerwanego sprawowania tego urzędu przez kobiety.
W czasie jej urzędowania doszło do ostrego spięcia między narodowcami a ich mniejszym partnerem koalicyjnym, partią New Zealand First, zakończonego wycofaniem się tej ostatniej z rządu. Poparła także pomysł zastąpienia dotychczasowej flagi nową, pozbawioną Union Jacka. Wielu odebrało to jako przejaw nastrojów prorepublikańskich i zamiaru zerwania unii personalnej z Wielką Brytanią. Żaden z tych pomysłów nie został zrealizowany, ale cała sprawa nie wpłynęła dobrze na popularność szefowej rządu. W 1999 jej partia przegrała wybory, a nową premier została liderka Partii Pracy Helen Clark. Shipley stała na czele swej partii jeszcze przez dwa lata, po czym oddała zarówno stanowisko lidera opozycji, jak i mandat parlamentarny. Obecnie pracuje w firmie z branży finansowej.